# Cumbre
Cumbre là một chi bướm ngày thuộc họ Bướm nâu.